# 唐山大地震
唐山大地震是指于協調世界時1976年7月27日-28日发生在中华人民共和国河北省唐山市周邊兩次規模7以上的地震。主震於7月27日19時42分54秒（北京時間7月28日03時42分54秒），座標39°34′12″N 117°58′41″E / 39.570°N 117.978°E（唐山地區豐南縣城西9公里、唐山市中心西南18公里），矩震级7.5级，震源深度23公里；第二次強震於7月28日10時45分35秒（北京時間7月28日18時45分35秒），矩震级7.4级，座標39°39′50″N 118°24′04″E / 39.664°N 118.401°E（唐山市東礦區的吕家坨矿以西2公里、唐山市中心以東19公里），震源深度26公里。
烈度11（XI）度的災區被夷為平地。1979年以來官方宣布的死者为24万多人（具體的千位數有幾種版本）、重伤164,851人。:415考虑到伤员陆续死亡、失踪者、北京和天津灾区等，唐山大地震中死者至少300,000人。

## 餘震
兩次強震（協調世界時27日19時42分54秒和28日10時45分35秒）約15小時之間，據美國地質調查局紀錄有14次矩震级4.0-5.5級餘震，主要在天津北郊寧河區與唐山市東郊東礦區，其中第一次在主震25分鐘後（協調世界時27日20時07分14秒），矩震级4.8級。餘震令很多困於倒塌建築物的人、返回建築物取衣物的人喪命。
2020年7月12日唐山發生5.1級地震，唐山市應急管理局稱是1976年的餘震。

## 地震破坏
地震对建筑物造成的破坏
地震造成的大规模伤亡和损失主要归咎于地震发生的时间和突然性。唐山地震没有小规模前震，而且发生于当地時間凌晨人们熟睡之时，使得绝大部分人毫无防备，對地震現象也甚不熟悉。
唐山被认为地处地震灾害发生率相对较低的地区。很少建筑拥有较高抗震级别，而且整个城市位于相对不稳定的冲积土之上。地震摧毁了方圆6至8公里的地区。许多第一次地震的幸存者由于深陷废墟之中，丧生于15小时后的7.1级余震。之后还有数次5.0至5.5级余震。在地震中，唐山78%的工业建筑、93%的居民建筑、80%的水泵站以及14%的下水管道遭到毁坏或严重损坏。
地震波及唐山地區附近许多地区，秦皇岛和天津宁河区和汉沽区遭受部分损失，距震中140公里的北京也有少量建筑受损。在如西安般遥远的城市甚至都有震感。當時身患重病的中國共產黨中央委員會主席毛澤東已動彈不得，由警衛緊急移至安全區域。由於通訊设备被毁，地震的具体灾情是由唐山市派专人駕車（救護車）到北京市通知国务院的。
地震还直接破坏了唐山周边的铁路运输。
- 1976年7月28日3时14分，锦州铁路局锦州铁路分局山海关机务段的东方红1型内燃机车，双机重联牵引由齐齐哈尔站开往北京站的40次特快旅客列车，当列车运行至七滦铁路唐坊站至胥各庄站间上行线K248＋550处（距离唐山市约15公里），震度达7.8级的唐山大地震突然来袭，强烈震动和路基变形使正在行驶中的40次列车脱轨，造成一辆行李车颠覆、七辆客车脱轨，所幸没有人员伤亡。其中一台机车因燃油泄漏而起火，列车长立即组织旅客进行灭火，在共同努力下成功将火扑灭。车上800多名旅客和47名乘务人员在荒野被困三天之后安全撤离[12]。
- 1976年7月28日3时06分，锦州铁路局锦州铁路分局山海关机务段的NY7型0017号机车，牵引由济宁站开往三棵树站的117次直通旅客快车从天津站正点出发。3时42分，当列车以100千米/小时的速度运行至津山铁路北塘站至茶淀站间的下行线K201＋600处时，火车司机发现前方信号机灯柱正在摇晃，同时感到机车剧烈地左右摇晃，并看见前方东南方向地平线出现大面积蓝色闪光，立即意识到是地震光，判定地震即将来临，随即对列车施行紧急制动，在制动过程中唐山大地震发生，强烈震动和路基变形使得117次旅客列车脱轨，造成七辆客车脱轨，压坏钢筋混凝土轨枕370根，所幸当时车速经过紧急制动已经降至很低，担当列车乘务的济哈第五包乘组全体人员和全列车740余名旅客没有伤亡，全部获救[13][14][15]。
- 1976年7月27日23时44分，锦州铁路局锦州铁路分局山海关机务段的东方红1型内燃机车，双机重联牵引由北京站开往大连站的129次直快旅客列车从北京站正点出发。次日（7月28日）3时41分，当列车以93千米/小时的速度运行至七滦铁路古冶站前时，火车司机发现车头前方地平线突然出现大面积蓝色闪光，并在夜空中留下三朵蘑菇状烟雾，立即意识到这是地光，判定地震即将来临，随即对列车施行紧急制动，在制动过程中唐山大地震发生，所幸当时车速经过紧急制动已经降至很低，最终列车在一处被地震震断的铁路桥前100米处停了下来，没有造成人员伤亡，这也是129次直快旅客列车继1975年2月4日经历过海城大地震后第二次经历地震[16]。

## 损失情況
因為唐山大地震而成為孤兒的人數有4204人，龐大的人數令災後重建更困難。另有16.4萬人重傷，7200個家庭全家在地震中死亡，4204人成為孤兒。唐山市委第一书记李悦农、市委代理第一书记牛勇等十名地市领导在地震死亡。
地震破壞範圍超過3萬平方公里。造成242,769人死亡，164,851人重傷，倒塌民房530萬間，直接經濟損失54億元
，为中国有记录至今第二多人死亡的地震，仅次于1556年嘉靖大地震。

## 死亡数
伤亡主要归咎于地震发生於凌晨熟睡時分，而且第一次7級地震前没有前震，使大部分居民毫无防备。這起地震共造成242,769人死亡，164,851人重傷，倒塌民房530萬間，直接經濟損失54億元[17] [18]，為中國有記錄至今第二多人死亡的地震，僅次於1556年嘉靖大地震。

### 主流统计
1976年8月25日，唐山市革命委员会內部傳閱的第一份灾情汇总“唐山地区所属市县共计死亡261,000人，震亡率为3.7%。唐山市区死亡191,000人，市区震亡率远高于县城”，1976年9月22日唐山市另一份內部傳閱的灾情汇总指263,299人死亡、17,599人下落不明。
官方遲遲沒公开傷亡數，地震三年后，在1979年11月22日第一次全国地震工作会议暨中国地震学会成立大会，会上內部通傳“总共死亡24万2000多人，重伤16万4000多人”，經新華社記者爭取，大会秘書長兼中國地震局科研處處長批准新华社公开报导。1979年官方宣布的死亡数沒有解釋外地治傷後“未歸”如何被統計，例如唐山地区共有167439名重伤员，其中近10万人被转到外地医治，只有88230人治愈返回，其余79209人去向不明；也沒解釋唐山市革委會汇总唐山死亡数26余万（不包括京、津）为何不被采用。考量到伤员陆续死亡、失踪者、北京和天津灾情、統計誤差，地震死者至少有300,000人。
官方宣布死者24多万的具體千位數有幾個版本。例如：1982年中国地震出版社《地球的震撼：二十年来大地震震害选介》指242,769人死，重伤164851人。1988年中国地震局的六位成员編譯的英文书及1999年《唐山市志》:415指242,419人死，164,581人重伤，至少36万人轻伤。2008年中国地震局郭安宁编著的《中国唐山大地震》给出了242,669人和242,469人两个死亡数。2008年建成的唐山地震遗址纪念公园记录了罹难者名单，截至2017年7月，纪念墙登记的遇难者数字更新为246,465人。
河北省內的官方傷亡数在1979年12月18日由河北省革委会給出，“唐山市区的死亡人口被确定为135,919，重伤81,630人；唐山市及唐山地区各县（包含流动人口）死亡人数为217,495人，重伤142,366人”。

### 其他估算
由于官方在3年後才公开伤亡数，期間外界有各種估算。
乔治·帕拉拉斯-卡拉扬尼斯博士在地震后几天根据类似规模的嘉靖大地震，向合众国际社（UPI）估算“70万至75万”的死亡人数。帕拉拉斯-卡拉扬尼斯现在的网站页面只说“相当准确地估计至少有65万5千人死亡”，而没有提及这个估计是由谁做出的。
1976年8月，中华民国政府宣布，根据他们在中国大陆特工的情报，地震死亡人数超过10万，约有90万人受伤。他们还报告称“唐山几乎所有建筑物都被夷为平地”，而天津80％的住宅和建筑物“遭受一定程度的损害”。1977年1月，中华民国情报部门发布了一份文件，称是去年8月6日在中国共产党河北省委员会和河北省革命委员会举行的救灾工作紧急会议上提出的。该文件显示，“在唐山市区、丰南区等重灾区，死亡人数为655,237人，约有7万9千人受重伤，约70万人受到不同程度的伤害。”

## 政治局面
唐山大地震发生之时，正值毛泽东病危及文化大革命末期，政治局面已经处于极不稳定的状态，但是仍然尽全力集中全国力量进行救灾。在通讯极度落后的条件下，中国人民解放军赴灾区并动员全国的医疗资源进行救援。
当时中国虽然立即展開救灾工作，但当时以“自力更生”为名，拒绝国际援助。
当时主管全国意识形态的四人帮成员兼中央政治局委员姚文元甚至说：“不能拿救灾压批邓，唐山大地震才死了几十万人，有什么了不起？批邓是全国八亿人的事。”

## 重建
震后第10天，国务院就派出工作组进行重建唐山的规划。1978年2月，国务院下达了唐山重建的文件。1979年，唐山市的大规模恢复建设全面展开，在来自全国的十万建设大军五十三个援建单位云集唐山。国家建委、国务院唐山地震救灾重建指挥部发起了“学邯二”运动，邯郸市第二建筑公司2800多职工仅占唐山重建的建筑大军的五十分之一，参加建设了24号小区(震后第一个居民住宅小区)，25号小区，49、51、52号小区，大庆10号小区，唐山抗震纪念馆，西南交大唐山分校，唐山冷库等建筑工程，建筑面积占唐山市恢复建设初期总规划的十分之一，创造了“住宅小区配套建设及单方造价包干”等科学管理体制，为建筑行业提高企业综合效益闯出了一条新路，工程优良率95%，至1986年在唐山重建中八年完成建安产值2.2亿元，竣工房屋129万平方米。1981年11月4日，时任中共中央政治局常委、中央书记处总书记胡耀邦来唐山视察，给予邯二干部职工高度的评价和热情的赞扬，称赞他们“发扬国家主人翁精神搞四化建设，把国家利益看成同自己的命运息息相关，这是真正有工人阶级觉悟的表现”、“是全国近千万建筑工人的好榜样”、“为全国工人阶级争了光”、“是全国最先进的建筑施工单位”。1990年，唐山被授予"联合国人居荣誉奖"，成为中国第一个荣获该奖的城市。

## 纪念

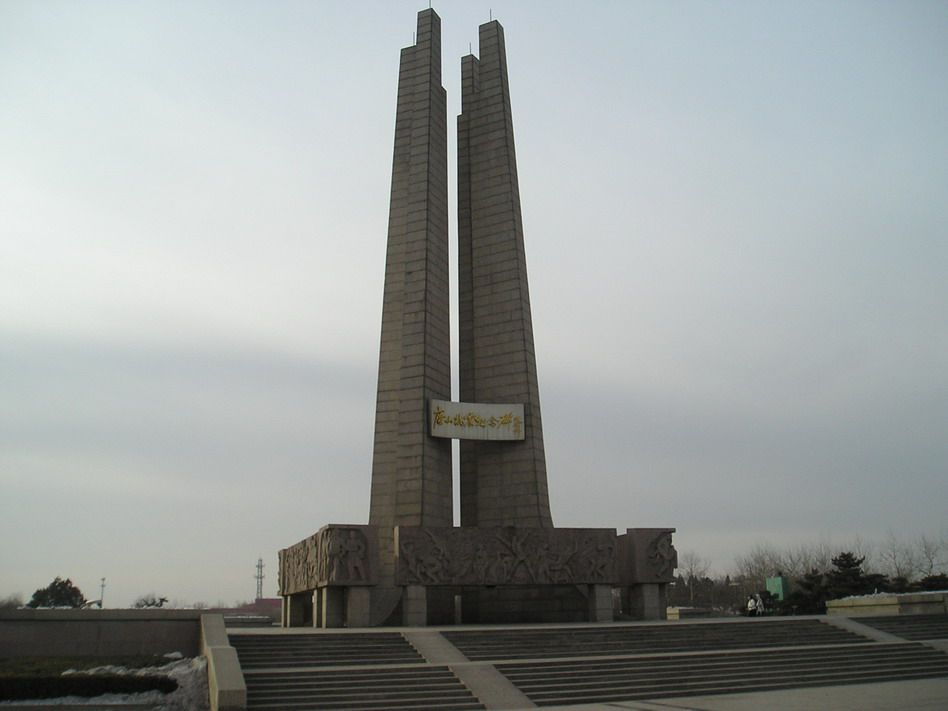
唐山抗震纪念碑

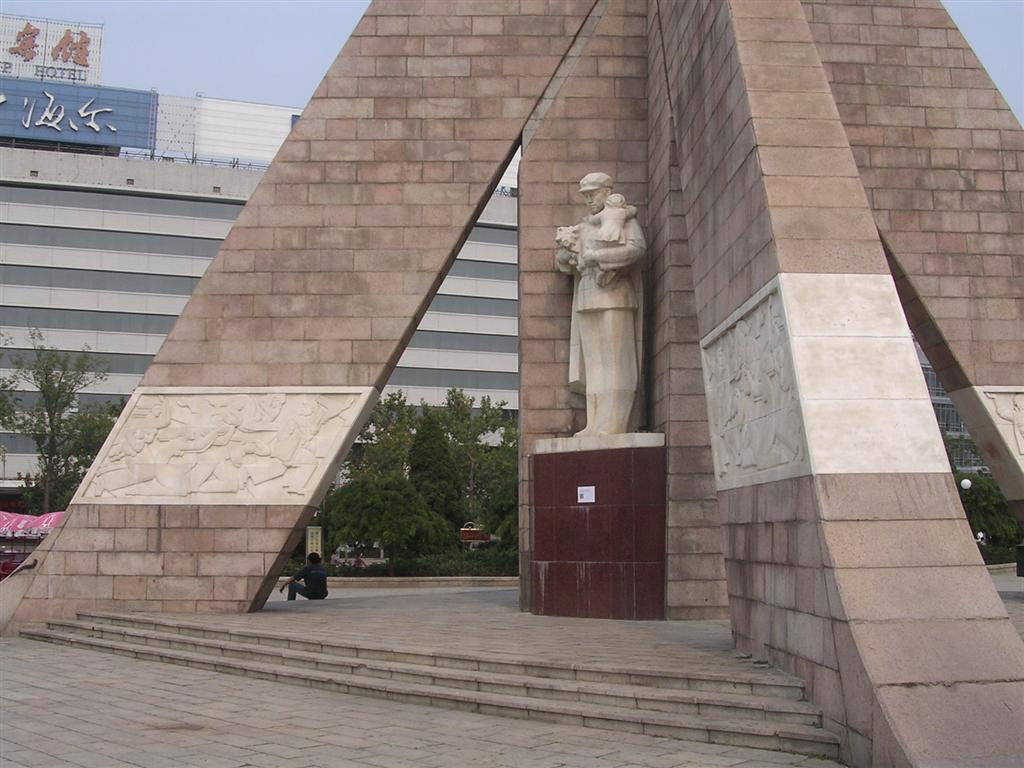
纪念唐山大地震的天津市抗震纪念碑

1985年国务院批准唐山保留7处地震遗址（見唐山大地震遗址），後來有2處拆除。

## 文藝作品

### 文學作品
- 1986年：《唐山大地震》，錢鋼的報告文學
  - 因其序言《我和我的唐山》被選為香港中學會考中國語文課的範文，而廣為香港人認識。
- 2006年：《唐山警世录─七‧二八大地震漏报始末》，张庆洲的报告文学，ISBN 7-208-06038-X
- 2010年：《唐山大地震》，關仁山、王家惠著，新世界出版社6月初版，ISBN 9787510409370
- 2013年：《唐山大地震》，張翎著，廣東花城出版社1月初版，ISBN 9787536066380

### 影視作品
- 1979年：《蓝光闪过之后》，上海电影制片厂摄制
- 2009年：《掩埋》，反映唐山大地震防震前后
- 2010年：《唐山大地震》，冯小刚导演电影
- 2013年：《唐山大地震》，姚曉峰导演电視劇，2010年电影的电视剧版本
- 2018年：《那座城这家人》，邵警辉导演电视剧
- 2024年：《出入平安》，刘江江導演電影[前往imdb]

### 引用
1. 1 2 3  中国地震局震害防御司 (编). . 北京: 中国科学技术出版社. 1999: 282,293. ISBN 7-5046-2720-8.
2. 1 2 3  . 美國地質調查局官方網站.   [2023-08-05]. （原始内容存档于2019-07-27）.
3. 1 2 3  . 美國地質調查局官方網站.   [2020-11-10]. （原始内容存档于2017-08-09）.
4. ↑  . cas.cn. 2022-09-19  [2023-12-25]. （原始内容存档于2023-12-25）.
5. 1 2  河北省唐山市地方志编纂委员会编. . 北京: 方志出版社. 1999. ISBN 7-80122-545-7.
6. 1 2  Chen, Yong; Tsoi, Kam-Ling; Chen, Feibi; Gao, Zhenhuan; Zou, Qijia; Chen, Zhangli (编). . Oxford: Pergamon Press. : 57–58. ISBN 0-08-034875-0. According to official projection, in the Tangshan region (an area covering 110 km² with Tangshan city as its center) the number of deaths resulting from the earthquake amounted to 242,419; 164,581 cases of severe injury were reported and over 360,000 people suffered slight injury.
7. 1 2 3 4 5  王瓒玮. . 东方历史评论. 2016-07-28  [2023-08-03]. （原始内容存档于2023-08-03）. 又刊於：王瓒玮. . 界面新闻. 2016-07-28  [2019-02-06]. （原始内容存档于2021-01-15）.
8. 1 2 3  夏明方. . . 广西师范大学出版社. 2020: 79  [2023-08-03]. （原始内容存档于2023-07-30）.
9. ↑  . 美國地質調查局官方網站.   [2023-08-05]. （原始内容存档于2023-08-05）.
10. ↑  .   [2020-07-13]. （原始内容存档于2021-01-17） （中文（臺灣））.
11. 1 2  . 燕赵都市报. 2006-07-07  [2008-05-20]. （原始内容存档于2021-01-17）.
12. ↑  河北省唐山市地方志编纂委员会. . 北京市: 方志出版社. 1999: 413-414. ISBN 9787801225450.
13. ↑  凤凰资讯. . 凤凰网. 2008-05-13  [2022-06-25]. （原始内容存档于2022-06-27）.
14. ↑  杨传忠. . 大众网-齐鲁晚报. 2011-01-26  [2022-06-25]. （原始内容存档于2022-06-27）.
15. ↑  王景明. . 北京市: 地震出版社. 1993. ISBN 7502808493.
16. ↑  冷宝存. . 中国档案. 2006, (7): 16–17.
17. 1 2  Stoltman, Joseph P. Lidstone, John. Dechano, M. Lisa. [2004] (2004).International Perspectives On Natural Disasters. Springer publishing. ISBN 1-4020-2850-4
18. 1 2  .   [2008-05-22]. （原始内容存档于2004-12-29）.
19. 1 2  徐学江. . 人民网. 2006-07-28  [2019-02-06]. （原始内容存档于2019-02-07）.
20. 1 2  新华社. . 人民日报. 1979-11-23.
21. ↑  林泉. . 北京: 中国地震出版社. 1982: 95. 这次地震灾难中，据唐山、天津、北京地区的累计，夺去了242769人的生命，重伤164851人。
22. ↑  郭安宁. . 西安: 陕西科学技术出版社. 2008: 408, 410. ISBN 978-7-5369-4501-2.
23. ↑  . 新华网. 2017-07-29  [2019-02-06]. （原始内容存档于2019-02-07）.
24. ↑  Spignesi (2005，第47–48頁) quotes from a geocities.com webpage of "Dr. George" that is no longer available. Spignesi quotes Pararas-Carayannis as saying that, in the 1556 earthquake, "in some counties the average death toll was 60 percent of the total population", and that it was reasonable to expect a similar proportion of deaths at Tangshan since the magnitudes were similar (assuming that the intensity of ground-shaking was also similar), and "since construction standards for this rural area had not changed significantly" (Spignesi 2005，第47–48頁).  However, that premise is false: the large death toll in Shaanxi (Shensi) has been attributed to the yaodong style of construction peculiar to that region, where rooms, and entire buildings, are carved out of a thick layer of soft sediments (loess) that blankets the region, leaving walls of weak material similar to adobe to support the roof (Golany 1992，第7,1頁).
25. ↑  ,   [2018-07-18], （原始内容存档于2020-12-06）.
26. ↑  UPI: Pacific Stars and Stripes, 7 August 1976, p. 11.
27. ↑  UPI: reported in The Redlands (California) Daily Facts, 5 January 1977, p. 5.
28. ↑  . The New York Times. 1977-01-05  [2019-02-06]. （原始内容存档于2021-01-17）.
29. ↑  Spence, Jonathan. [1991] (1991). The Search for Modern China. W. W. Norton & Company. ISBN 0-393-30780-8
30. ↑  田春玲. . 澎湃新闻. 2022-12-23. （原始内容存档于2022-12-23）.
31. ↑  Palmer, p. 189, quoting from Jiaqi Yan,Gao Gao translated and edited by D.W.Y. Kwok., Turbulent Decade a History of the Cultural Revolution (Honolulu: University of Hawai'i Press, 1996), p. 514.
32. ↑  词条《全国学“邯二”》，出处：《邯郸辞典》，科学普及出版社，第366页（
33. ↑  .   [2021-05-22]. （原始内容存档于2021-05-22）.
34. ↑  张元芳; 任栋; 陈珊. . 地震工程学报. 2020, 42 (5)  [2021-04-25]. （原始内容存档于2021-04-25）.

## 外部連結
- 唐山大地震30周年新聞集，新浪网（页面存档备份，存于）、新京報
- 唐山大地震照片集
- 唐山大地震死亡24多萬是「三分天災，七分人禍」（页面存档备份，存于），2005年9月29日《中國新聞周刊》
- 唐山大地震死亡人數為何三年後才允許報道？（页面存档备份，存于），沈正賦 著，2005年8月10日《中國新聞周刊》
- 《唐山大地震後30年：中國接受救災外援的歷程》，2006年7月21日《世界知識》雜誌
- 《唐山大地震27周年紀念冊》新浪文化《視覺》第4期，2003年7月29日
- 《黑色的夢魘：一九七六年唐山大地震紀念冊》，中華網文史，2005年6月28日
- 大地震背后的真相（页面存档备份，存于）
- 唐山大地震（页面存档备份，存于），中国共产党新闻网
- 《河北省唐山7.8级地震》，张肇诚 罗咏生 郑大林，《中国震例（1976-1980）》（地震出版社，1990，ISBN 7-5028-0352-1）
- 《唐山大地震的前因後果 （页面存档备份，存于）》，蔡義本，《科學月刊》1976年第7卷第9期